# 黄绿薹草
黄绿薹草（学名：Carex psychrophila）为莎草科薹草属的植物。分布于喜马拉雅山以及中国大陆的四川等地，生长于海拔3,200米至3,700米的地区，目前尚未由人工引种栽培。